# Mario del Valle Moronta Rodríguez
Mario del Valle Moronta Rodríguez (* 10. Februar 1949 in Caracas; † 4. August 2025 in San Cristóbal) war ein venezolanischer römisch-katholischer Geistlicher und Bischof von San Cristóbal de Venezuela.

## Leben
Mario del Valle Moronta Rodríguez empfing am 19. April 1975 das Sakrament der Priesterweihe für das Erzbistum Caracas.
Am 4. April 1990 ernannte ihn Papst Johannes Paul II. zum Titularbischof von Nova und zum Weihbischof in Caracas. Der Erzbischof von Caracas, José Ali Kardinal Lebrún Moratinos, spendete ihm am 27. Mai desselben Jahres die Bischofsweihe. Mitkonsekratoren waren der Erzbischof von Maracaibo, Domingo Roa Perez, und der Erzbischof von Mérida, Miguel Antonio Salas Salas.
Am 2. Dezember 1995 ernannte ihn Johannes Paul II. zum Bischof von Los Teques und am 14. April 1999 zum Bischof von San Cristóbal de Venezuela.
Am 22. September 2009 berief ihn Papst Benedikt XVI. zum Mitglied der Glaubenskongregation.
Papst Franziskus nahm am 31. Oktober 2024 seinen altersbedingten Rücktritt an.